# 原州 (遼寧省)
原州（げんしゅう）は、中国にかつて存在した州。現在の遼寧省康平県北西部に設置された。
遼代により遼陽府の下に設置された。金に廃止された。